# Юнас Енрот
Юнас Ерік Енрот (швед. Jhonas Erik Enroth; 25 червня 1988, м. Стокгольм, Швеція) — шведський хокеїст, воротар. Виступає за «Лос-Анджелес Кінгс » у Національній хокейній лізі (НХЛ).
Вихованець хокейної школи ХК «Гуддінге». Виступав за ХК «Гуддінге», ХК «Седертельє», «Портленд Пайретс» (АХЛ), «Баффало Сейбрс», «Даллас Старс».
У складі національної збірної Швеції учасник зимових Олімпійських ігор 2014 (0 матчів), учасник чемпіонатів світу 2012, 2013 і 2015 (15 матчів); учасник EHT 2012, 2013 і 2015 (6 матчів). У складі молодіжної збірної Швеції учасник чемпіонатів світу 2007 і 2008. У складі юніорської збірної Швеції учасник чемпіонатів світу 2005 і 2006.
Досягнення
- Срібний призер зимових Олімпійських ігор (2014)
- Чемпіон світу (2013)
- Срібний призер молодіжного чемпіонату світу (2008)
- Бронзовий призер юніорського чемпіонату світу (2005)

Нагороди
- Найкращий воротар чемпіонату світу (2013)